# Siempre en mi mente
Siempre en mi mente (span. für Immer in meinen Gedanken) ist ein Lied des mexikanischen Singer-Songwriters Juan Gabriel, das 1977 auf Single erschien und sich fast zwei Millionen Mal verkaufte. Wegen des großen Erfolgs trug dann auch das nächste Album, das 1978 herausgebracht wurde, den Titel des Liedes. 2015 nahm Gabriel das Lied noch einmal im Duett mit Espinoza Paz auf. Diese Version wurde auf YouTube mehr als 85 Millionen Mal abgerufen.

## Inhalt
In dem Lied geht es darum, dass der Protagonist einen anderen Menschen nicht aus seinen Gedanken bekommen kann (Tu estás siempre en mi mente. Pienso en ti, amor, cada instante.; Du bist immer in meinen Gedanken. Ich denke an dich, Liebes, jede Sekunde.), aber eigentlich vergessen sollte: Dime trato de olvidarte y yo quiero olvidarte y no sé como te olvido. (Sag mir, dass ich dich vergessen soll und ich will es versuchen und weiß doch nicht, wie ich das schaffen soll.). 

## Coverversionen
Zu den zahlreichen Künstlern, die das Lied gecovert haben, gehören unter anderem Pepe Aguilar, Industria Del Amor, Álex Ubago und Julieta Venegas.